# 郡上竿
郡上竿（ぐじょうさお）とは、竹で作られる和竿の中で、岐阜県郡上市で作られる竿の名称である。

## 郡上竿の歴史
伊豆の出稼ぎ漁師であった山下福太郎が作った山下竿を参考にして、同地の川漁師が鮎を釣るための漁具として作り始め、後に渓流釣りにも用いられるようになった。ガラス繊維強化プラスチック（グラスファイバー）や炭素繊維強化プラスチック（カーボンファイバー）の竿が普及すると急速に衰退し、郡上竿を制作する職人は2025年現在で1人のみとなっている。

## 郡上竿の特徴
素材となる竹は穂先を除く殆どに矢竹を用い、穂先は川竹と呼ばれるメダケを組み合わせる。
節は抜かず、竹の内側を削っていない。
また継ぎ手の補強に真鍮の板を丸く曲げたものを用いるため、江戸和竿などと比べるかなり重量がある。
一般的な竹竿と比べると、穂先が極端に太く穂持ちから手元まで1本の竹から作ることもあり、手元から竿全体が曲がるため扱いは容易ではない。
これは遊漁向けではなく漁師が使う漁具として作られているためで、軽さや扱いやすさよりも堅牢さを追求した結果と言える。

## 郡上竿師
- 福手福雄 （1935年〈昭和10年〉1月30日 - ）（90歳）- 現在では唯一の郡上竿師